# Martin Putze
Martin Putze (* 14. Januar 1985 in Apolda) ist ein deutscher Bobsportler.

## Werdegang

### Team Lange
Putze, der für den BSR „Rennsteig“ Oberhof startet, begann seine internationale Laufbahn im Bob-Weltcup 2004/2005. In seinem ersten Weltcup-Rennen im Viererbob von André Lange verpasste er mit dem vierten Platz das Podium nur knapp um 0,03 Sekunden, zeitgleich mit dem kanadischen Bob von Pierre Lueders. Eine Woche später startete er im Zweierbob gemeinsam mit Lange und erreichte mit dem zweiten Platz hinter Lueders seinen ersten Podestplatz. Auch im Viererbob stand er mit der Mannschaft auf dem Podium. Nach einem weiteren erfolgreichen Start in Igls startete Putze im Februar bei der Bob-Weltmeisterschaft in Calgary und gewann dort die Goldmedaille und damit seinen ersten Weltmeistertitel. Bei der im gleichen Jahr stattfindenden Bob-Europameisterschaft 2005 in St. Moritz gewann er im Viererbob Silber.
In die Saison 2005/06 startete Putze im Lange-Bob mit einem Sieg im Viererbob in Calgary. Nach einem zweiten Platz in Lake Placid und einem vierten Platz in St. Moritz gewann Putze im Viererbob bei den Olympischen Spielen 2006 in Turin die Goldmedaille. Bei der Bob-Europameisterschaft 2006 gewann er erneut Silber im Viererbob. In die folgende Saison 2006/07 startete er erneut mit zwei Siegen im Viererbob von Andre Lange auf der Bahn von Calgary. Nach zwei zweiten Plätzen in Park City und Cortina d’Ampezzo gewann er bei der Bob-Weltmeisterschaft 2007 in St. Moritz Bronze. Auch im ersten Weltcup nach der Weltmeisterschaft reichte es hinter den Vereinigten Staaten und Russland nur zum dritten Rang. Bei der Bob-Europameisterschaft 2007 gelang ihm jedoch erstmals der Titelgewinn im Viererbob.
Die ersten Weltcups der Saison 2007/08 beendete er allesamt auf dem Podium. Nur im Viererbob in Lake Placid verpasste er nach langer Zeit wieder das Podium mit dem fünften Platz. Im Januar stand er dann in St. Moritz im Zweierbob wieder ganz oben auf dem Podest und konnte auch mit dem Viererbob am 10. Februar 2008 wieder gewinnen. Zwei Wochen später gewann er seinen zweiten Weltmeistertitel bei der Bob-Weltmeisterschaft 2008 in Altenberg. Dafür verpasste er selbigen Erfolg bei der Bob-Europameisterschaft 2008 und wurde am Ende Dritter.
Die Saison 2008/09 verlief für Putze enttäuschend. Trotz einiger Podestplatzierungen blieb ihm ein Sprung nach ganz oben verwehrt. Bei der Bob-Weltmeisterschaft 2009 in Lake Placid gewann Putze erneut Silber mit dem Viererbob. In die folgende Saison startete Putze schlecht. So verpasste er in Cesana gar die Top-10-Plätze und wurde am Ende mit André Lange im Viererbob nur Elfter. Am 13. Dezember 2009 gelang ihm zu Beginn der Saison 2009/10 in Winterberg wieder eine Podestplatzierung mit dem zweiten Platz im Viererbob. Eine Woche später stand er mit Lange in Altenberg wieder ganz oben auf dem Podest. Auch in St. Moritz und in Igls im Januar gelang der Mannschaft dieser Erfolg.
Bei den Olympischen Winterspielen 2010 in Whistler gewann er mit Lange Silber im Viererbob.

### Team Arndt
In die Saison 2010/11 startete Putze verhalten. Der nun zum Bob von Maximilian Arndt gehörende Putze stand am 19. Dezember 2010 erstmals mit diesem auf dem Podest. Bei den Nordamerikameisterschaften 2011 in Lake Placid gewann Putze mit dem Team beide Wettbewerbe im Viererbob sowie den Zweierbob-Lauf. Eine Woche später startete Putze im Zweierbob mit Maximilian Arndt bei den Bob-Junioren-Weltmeisterschaften und gewann die Silbermedaille. Im Viererbob gewann er Gold. Bei der Bob-Weltmeisterschaft 2011 in Königssee verpasste Putze im Viererbob erstmals seit Jahren das Podest und wurde am Ende Vierter. Am 11. Dezember 2011 konnte er mit dem Arndt-Viererbob in La Plagne erneut auf das Podest fahren. Auch in Königssee im Januar 2012 erreichte er mit dem dritten Rang erneut eine vordere Platzierung. In St. Moritz gelang ihm sein erster Weltcup-Sieg im Arndt-Viererbob. Nachdem er kurz darauf bei der Bob-Europameisterschaft 2012 in Altenberg erneut den Titel im Viererbob gewonnen hatte, holte er bei der Bob-Weltmeisterschaft 2012 in Lake Placid die Silbermedaille.
Bei der Bob-Weltmeisterschaft 2013 wurde er zum dritten Mal Weltmeister im Viererbob.
Für seine sportlichen Erfolge erhielt er das Silberne Lorbeerblatt.